# حجرية البذر الحقلية
حجرية البذر الحقلية أو شِنْجِبار الحُقول أو حَلَمَة (الاسم العلمي: Buglossoides arvensis)، نوع نبات مُزهر من حجرية البذر وفصيلة الحمحمية.
موطنها في أوروبا وآسيا، وتمتد حتى الشمال مثل كوريا واليابان وروسيا، وجنوبًا حتى أفغانستان وشمالباكستان. وأُدخل إلى مناطق أخرى من العالم، بما في ذلك الكثير مناطق أمريكا الشمالية وأستراليا. منح الاتحاد الأوروبي زيت المكرر لبذور حجرية البذر الحقلية حالة غذائية جديدة ويقوم بعض المزارعين بزراعته.